# Derge (klooster)
Derge, ook wel Derge Gongchen is een Tibetaans boeddhistisch klooster in wat tot 1910 het koninkrijk Dergé in Kham was en nu  het arrondissement Derge in Sichuan.
Het klooster staat bekend om zijn collectie houdsnijwerk en is een van de drie grote boekdrukkunstcentra van Tibet; de andere twee zijn Potala en Narthang.
De muren zijn gestreept in wit, donkerrood en grijs, de kleuren die aangeven dat het klooster tot de sakyaschool behoort. Het grote rode complex is de kapel van de Gonchen, vertaald 'groot klooster'. Dit klooster werd opgezet door Thangtong Gyalpo in de 15e eeuw, een bruggenbouwer die ook bekendstaat als de bedenker van de Tibetaanse opera lhamo.